# La Pommeraye (Maine-et-Loire)
La Pommeraye is een plaats en voormalige gemeente in het Franse departement Maine-et-Loire in de regio Pays de la Loire. De plaats maakt deel uit van de commune nouvelle Mauges-sur-Loire in het arrondissement Cholet.

## Geschiedenis
La Pommeraye had in de 19e eeuw een belangrijke schoenenproductie.
De gemeente viel onder het kanton kanton Saint-Florent-le-Vieil tot dit en het aangrenzende kanton Champtoceaux op 22 maart 2015 werden opgeheven gingen de gemeenten opgingen in een nieuw kanton waarvan La Pommeraye, als gemeente met de meeste inwoners, de hoofdplaats werd. Op 15 december 2015 fuseerden de gemeenten van het voormalige kanton Saint-Florent-le-Vieil tot de commune nouvelle Mauges-sur-Loire waarvan La Pommeraye ook de hoofdplaats werd.

## Geografie
De oppervlakte van La Pommeraye bedraagt 39,2 km², de bevolkingsdichtheid is 100,6 inwoners per km².
De onderstaande kaart toont de ligging van La Pommeraye (Maine-et-Loire) met de belangrijkste infrastructuur en aangrenzende gemeenten.

## Demografie
Onderstaande figuur toont het verloop van het inwonertal.
Beausse · Botz-en-Mauges · Bourgneuf-en-Mauges · La Chapelle-Saint-Florent · Le Marillais · Le Mesnil-en-Vallée · Montjean-sur-Loire · La Pommeraye · Saint-Florent-le-Vieil · Saint-Laurent-de-la-Plaine · Saint-Laurent-du-Mottay